# پی برساووش
پی برساووش یک ستاره است که در صورت فلکی برساوش قرار دارد.